# جنق قلعة
جنق قلعة (بالتركية: Çanakkale)‏ هي مدينةٌ وميناءٌ بحريٌ في تركيا في مقاطعة Çanakkale على الساحل الجنوبي من الدردنيل في أضيق نقطةٍ لها. يبلغ عدد سكان المدينة 186116 (حسب تقدير عام 2014).
تعد جنق قلعة نقطة النهاية كل عامٍ للسباحة المنظمة عبر الدردنيل من منطقة «إجابت»، يحاكي هذا الحدث السباحة في عام 1810 من قبل اللورد بايرون، والذي كان هو نفسه يحاكي السباحة الأسطورية التي قام بها ليندر في قصة البطل والليندر.
تعد جنق قلعة أقرب مركزٍ حضريٍ رئيسيٍ لمدينة طروادة القديمة Troy، والتي تقع مع المنطقة القديمة من Troad داخل مقاطعة جنق قلعة. يتم عرض الحصان الخشبي من فيلم Troy لعام 2004 على الواجهة البحرية لمدينة جنق قلعة.

## الاسم
جنق قلعة هو اسم موقعٍ كان يُعرف سابقًا باسم Kale-i-Sultaniye ، والذي تم اعتماده كمصطلحٍ رسميٍ للمدينة في عام 1890، على الرغم من أنه موجود منذ قرنٍ مضى. كانت جنق قلعة قلعةً عثمانيةً تسمى Kale-i Sultaniye (بالتركية العثمانية: قلعة سلطانية أو حصن السلطان  Sultaniye kalesi). منذ أواخر القرن السابع عشر، اشتهرت أيضًا بالفخار المزجج الدقيق، ومن هنا جاءت تسميته لاحقًا  Çanak kalesi أي «قلعة وعاء». الاسم البيزنطي اليوناني لـ Çanakkale چینک قله كان Δαρδανέλλια ، Dardanellia ، [5] والذي اشتق منه الاسم الإنجليزي Dardanelles. 
منذ حوالي عام 1920، بدأ البريطانيون يطلقون على جنق قلعة اسم «تشاناك» و«كالي سلطانيه» في تقاريرهم.

## نبذة تاريخية
عاش السكان الأوائل للمنطقة، التي استضافت العديد من الحضارات، في شبه جزيرة بيغا في العصر النحاسي الأخير منذ 6000 سنة. ومع ذلك، لا يُعرف سوى القليل جدًا عن هوية وأسلوب حياة هؤلاء المستوطنين الأوائل. وفقًا لبعض الحفريات والأبحاث، تم إنشاء أقدم المستوطنات في المنطقة في Kumtepe . من المفترض أن كومكاله Kumkale تأسست في 4000 قبل الميلاد وطروادة بين 3500-3000 قبل الميلاد.
استقر الإغريق الإيوليون على الأرض في القرن الثامن قبل الميلاد وأنشأوا مستعمراتٍ تجاريةً في المنطقة تسمى أيوليس. أصبحت المنطقة تحت سيطرة الليديين في القرن السابع قبل الميلاد وتحت سيطرة الفرس في القرن السادس قبل الميلاد. خضعت أيوليس لسيطرة الجيش المقدوني القديم حيث هزم الإسكندر الأكبر الفرس على ضفاف نهر جرانيكوس في المنطقة في معركة جرانيكوس في طريقه إلى آسيا. كانت المنطقة تحت حكم مملكة بيرغامون في القرن الثاني قبل الميلاد.
تم بناء جنق قلعة نفسها كحصنٍ عام 1462 على يد محمد الفاتح الثاني، الذي أطلق عليها اسم Kale-I Sultaniye ، حيث تعاون أحد أبناء السلطان في بنائه. تقع على خليجٍ في أضيق نقطةٍ في المضيق، وقد وفرت مع حصنٍ آخرٍ قريبٍ يدعى بـ كليد بحر، موقعًا ممتازًا للتحكم في حركة المرور عبر مضيق الدردنيل. وسرعان ما أطلق على الحصنين في أدبيات السفر اسم «القلاع»، وتطورت بلدةً في الشمال الشرقي واستوطنها اللاجئون الأرمن واليهود الإسبان.
منذ عصر النهضة فصاعدًا، بعد طردهم من إسبانيا، استقر اللاجئون اليهود في تشاناكالي أي جنق قلعة، وشكلوا مجتمعًا كبيرًا ازدهر من خلال تزويد الشحن البحري المتوسطي في المنطقة بالمؤن والعمل كوكلاءٍ قنصليين للعديد من الدول الأوروبية. حتى أواخر القرن التاسع عشر احتفظوا بالإسبانية كلغةٍ أم. تم تسجيل حوالي 1805 يهوديًا هناك في عام 1890، من أصل 10862 نسمة، والباقي مسلمون (3551)، يونانيون أرثوذكس (2577)، أرمن (956)، وأجانب متنوعون (2173).
الجزء الغربي من شبه جزيرة بيغا حيث تقع طروادة القديمة كان يسمى ترواس. كانت الإسكندرية ترواس، وهي مستوطنةٌ مهمةٌ في المنطقة، ميناءً للتجارة الحرة ومركزًا تجاريًا ثريًا خلال العصر الروماني. في وقتٍ لاحقٍ من القرن الثاني الميلادي، هوجمت المنطقة من قبل القوط من تراقيا. خلال القرنين السابع والثامن، من أجل مهاجمة القسطنطينية، عبر العرب المضيق عدة مراتٍ وصعدوا إلى سيستوس. في بداية القرن الرابع عشر سيطر الكاراسيدون على الجزء الأناضولي من المضيق. خلال النصف الأول من ذلك القرن حاول دميرهان بك من كاراسيد السيطرة على المنطقة. سيطر العثمانيون على جاليبولي Gallipoli عام 1367.
في عام 1915، خلال الحرب العالمية الأولى، حاولت الإمبراطورية البريطانية وفرنسا تأمين الممر المائي عبر المضيق والاستيلاء في النهاية على القسطنطينية. تُعرف باسم حملة جاليبولي، أو حملة الدردنيل، في تركيا ويشار إليها باسم معركة جنق قلعة (بالتركية: Çanakkale Savaşı)، خلال مارس 1915 فشلت البحرية الملكية في إجبار الدردنيل وتكبدت خسائر فادحة. خلال سلسلةٍ من العمليات، غرقت كل من HMS Triumph و HMS Ocean و HMS Goliath و HMS Irresistible والسفينة الحربية الفرنسية Bouvet. كما تم تدمير الغواصة الفرنسية Q84 Joule والغواصة الأسترالية AE2 ، كما أصيبت العديد من السفن المهمة الأخرى بالشلل. ألحقت الألغام معظم الضرر، على الرغم من أن سفينة U-Boat الألمانية والمركبة الصغيرة التركية ساهمت أيضًا في ذلك.
اعتبارًا من عام 1920، قُدر عدد سكان مدينة جنق قلعة بحوالي 22000 نسمة. كانت مدينةً ساحليةً نشطةً، وكانت نقطة توقفٍ للسفن التي تسافر عبر المضيق، كما كانت في الماضي القديم. تم وصفه بأنه يفتقر إلى أماكن الإقامة والموارد الجيدة لأولئك الذين يمرون من قبل البريطانيين الذين زاروا المنطقة. البضائع المصدرة من المدينة تشمل النبيذ والجلود.

## وسائل النقل
يوجد في Çanakkale مطارٌ واحدٌ، على بعد 3 كيلومترات من وسط المدينة، يخدم منذ عام 1995. توجد أيضًا الحافلات الداخلية التي تخدم كوسائل النقل العامة. ترتبط جنق قلعة بالشمال والشرق والجنوب بالطرق السريعة المعبدة. وهناك حافلاتٌ مجهزةٌ متوفرةٌ إلى إسطنبول وإزمير.

## المناخ
تتمتع جنق قلعة بمناخ البحر الأبيض المتوسط، مع صيفٍ حارٍ وجافٍ وشتاءٍ باردٍ وممطرٍ. يتساقط الثلج بمعدلاتٍ بسيطةٍ عادةً في الشتاء.
يظهر الجدول التالي التغييرات المناخية على مدار السنة لجنق قلعة:
| البيانات المناخية لـجنق قلعة                 | البيانات المناخية لـجنق قلعة | البيانات المناخية لـجنق قلعة | البيانات المناخية لـجنق قلعة | البيانات المناخية لـجنق قلعة | البيانات المناخية لـجنق قلعة | البيانات المناخية لـجنق قلعة | البيانات المناخية لـجنق قلعة | البيانات المناخية لـجنق قلعة | البيانات المناخية لـجنق قلعة | البيانات المناخية لـجنق قلعة | البيانات المناخية لـجنق قلعة | البيانات المناخية لـجنق قلعة | البيانات المناخية لـجنق قلعة |
| الشهر                                        | يناير                        | فبراير                       | مارس                         | أبريل                        | مايو                         | يونيو                        | يوليو                        | أغسطس                        | سبتمبر                       | أكتوبر                       | نوفمبر                       | ديسمبر                       | المعدل السنوي                |
| -------------------------------------------- | ---------------------------- | ---------------------------- | ---------------------------- | ---------------------------- | ---------------------------- | ---------------------------- | ---------------------------- | ---------------------------- | ---------------------------- | ---------------------------- | ---------------------------- | ---------------------------- | ---------------------------- |
| الدرجة القصوى °م (°ف)                        | 20.0 (68.0)                  | 21.3 (70.3)                  | 27.3 (81.1)                  | 30.8 (87.4)                  | 39.0 (102.2)                 | 36.8 (98.2)                  | 39.0 (102.2)                 | 41.7 (107.1)                 | 35.8 (96.4)                  | 31.7 (89.1)                  | 26.2 (79.2)                  | 22.6 (72.7)                  | 41.7 (107.1)                 |
| متوسط درجة الحرارة الكبرى °م (°ف)            | 9.5 (49.1)                   | 10.1 (50.2)                  | 12.4 (54.3)                  | 17.1 (62.8)                  | 22.6 (72.7)                  | 27.6 (81.7)                  | 30.6 (87.1)                  | 30.5 (86.9)                  | 26.3 (79.3)                  | 20.7 (69.3)                  | 15.8 (60.4)                  | 11.6 (52.9)                  | 19.6 (67.3)                  |
| المتوسط اليومي °م (°ف)                       | 6.1 (43.0)                   | 6.6 (43.9)                   | 8.3 (46.9)                   | 12.5 (54.5)                  | 17.5 (63.5)                  | 22.3 (72.1)                  | 25.0 (77.0)                  | 24.9 (76.8)                  | 20.9 (69.6)                  | 16.0 (60.8)                  | 11.9 (53.4)                  | 8.3 (46.9)                   | 15.0 (59.0)                  |
| متوسط درجة الحرارة الصغرى °م (°ف)            | 3.0 (37.4)                   | 3.3 (37.9)                   | 4.6 (40.3)                   | 8.2 (46.8)                   | 12.6 (54.7)                  | 16.5 (61.7)                  | 19.2 (66.6)                  | 19.4 (66.9)                  | 15.9 (60.6)                  | 12.0 (53.6)                  | 8.4 (47.1)                   | 5.2 (41.4)                   | 10.7 (51.3)                  |
| أدنى درجة حرارة °م (°ف)                      | −11.0 (12.2)                 | −11.5 (11.3)                 | −8.5 (16.7)                  | −1.6 (29.1)                  | 2.3 (36.1)                   | 6.6 (43.9)                   | 11.2 (52.2)                  | 9.4 (48.9)                   | 5.9 (42.6)                   | 0.4 (32.7)                   | −7.0 (19.4)                  | −10.5 (13.1)                 | −11.5 (11.3)                 |
| الهطول مم (إنش)                              | 91.7 (3.61)                  | 71.4 (2.81)                  | 66.2 (2.61)                  | 45.1 (1.78)                  | 30.1 (1.19)                  | 23.8 (0.94)                  | 11.0 (0.43)                  | 6.4 (0.25)                   | 22.8 (0.90)                  | 53.8 (2.12)                  | 87.2 (3.43)                  | 106.8 (4.20)                 | 616.3 (24.26)                |
| متوسط أيام هطول الأمطار                      | 12.3                         | 10.6                         | 9.9                          | 8.0                          | 5.7                          | 3.9                          | 1.7                          | 1.3                          | 3.3                          | 6.5                          | 9.0                          | 12.6                         | 84.8                         |
| ساعات سطوع الشمس الشهرية                     | 108.5                        | 124.3                        | 167.4                        | 222.0                        | 294.5                        | 333.0                        | 365.8                        | 347.2                        | 267.0                        | 198.4                        | 132.0                        | 96.1                         | 2٬656٫2                      |
| ساعات سطوع الشمس اليومية                     | 3.5                          | 4.4                          | 5.4                          | 7.4                          | 9.5                          | 11.0                         | 11.8                         | 11.2                         | 8.9                          | 6.4                          | 4.4                          | 3.1                          | 7.3                          |
| المصدر: Turkish State Meteorological Service |                              |                              |                              |                              |                              |                              |                              |                              |                              |                              |                              |                              |                              |

## توأمة
لجنق قلعة اتفاقيات توأمة مع كل من:
- أوسنابروك (1 مارس 2004 -)
- بوميتسيا
- باردوبيتسه (11 أغسطس 2012 -)
- Wellington City  [لغات أخرى]‏ [8]

## أعلام
- علي باشا السلحدار الطورانجي
- بلند طوران
- حافظ إسماعيل باشا البوستانجي
- رجب أيدين
- محمد عاكف باشا
- محمد دانيش
- فوزي إلماس
- أونور تونا